# Charles-Emmanuel Sédillot
Charles-Emmanuel Sédillot, född 18 september 1804 i Paris, död 29 september 1883 i Sainte-Menehould, var en fransk militärläkare och kirurg. Han var en förespråkare av aseptisk kirurgi och anestesi med hjälp av kloroform.
Han var professor vid militärsjukhuset Val-de-Grâce i Paris. Senare blev han professor vid Universitetet i Strasbourg, samt chefskirurg vid stadens militärsjukhus och chef för utbildningen i militärsjukvård. Sédillot anses ha myntat begreppet mikrob (franska: microbe).

## Biografi

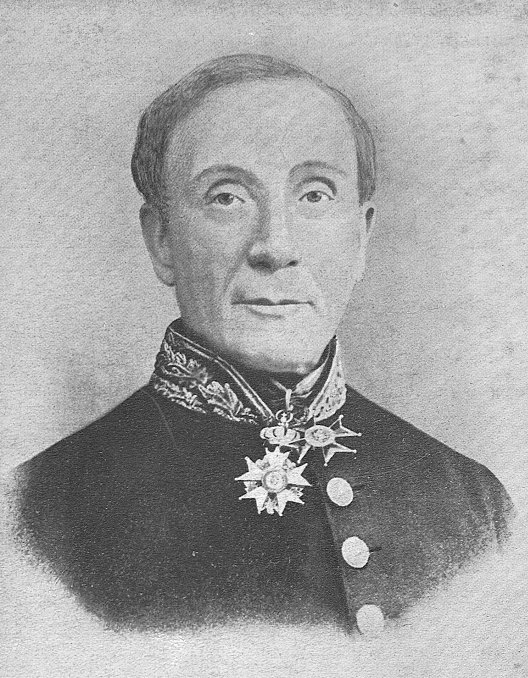
Charles-Emmanuel Sédillot 1869.

Sédillot föddes som äldsta sonen till orientalisten och astronomen Jean Jacques Emmanuel Sédillot och hustrun Marie-Julie-Anastasie Fossé. Han var bror till orientalisten och vetenskapshistorikern Louis-Pierre-Eugène Sédillot.
Sédillot studerade vid medicinska fakulteten i Paris, vid undervisningssjukhuset i Metz och vid Val-de-Grâce. Han erhöll doktorsexamen i medicin 1829 efter att ha försvarat en avhandlingen Du nerf pneumogastrique et de ses fonction. 
Han började senare en karriär som militärkirurg. År 1831 deltog han i det polska upproret som biträdande kirurg åt polackerna, vilket efter det polska nederlaget ledde till att han fängslades i Österrike under en kort period. Samtidigt erhöll han det preussiska Militär-Verdienstkreuz för sina insatser. Åter i Paris blev han biträdande kirurg. År 1832 fick han möjligheten att observera följderna av en omfattande koleraepidemi på Picpussjukhuset.
År 1836 blev han fullvärdig kirurg och professor vid Val-de-Grâce efter att ha blivit certifierad av den medicinska fakulteten i Paris. Han ställde upp för att få den eftertraktade professuren i kirurgi vid fakulteten, men förlorade. Istället tog han värvning hos de kolonialtrupperna i Nordafrika och deltog i belägringen av Constantine 1837. Året efter publicerade han en bok om fällttåget. Åter i Paris förlorade han för andra gången kampen om en professur vid medicinska fakulteten, den här gången i operativ medicin. Sédillot gifte sig med Geneviève Pelletier (1820-1886).
År 1841 antogs han som professor i kirurgi vid medicinska fakulteten i Strasbourg. Antagningen av en militärkirurg till denna upphöjda post ger upphov till livliga kontroverser. Han utnämndes 1856 till chefskirurg på militärsjukhuset i Strasbourg och fortsatte med dubbla karriärer i det militära och det civila. Han verkade som chef för Strasbourgs skola i militärsjukvård mellan 1856 och 1869, varefter han pensionerades.
Mot slutet led han av dövhet, drabbades av högersidig förlamning 1879, och dog hemma hos ett av sina barn i Sainte-Menehould 1883, vid 78 års ålder. Han begravdes i Paris.

## Utmärkelser
- 1846 – correspondent (juniormedlem) i Franska vetenskapsakademin i sektionen för medicin och kirurg
- 1852 – medlem av Vetenskapsakademien Leopoldina
- 1863 –  kommendör av hederslegionen
- 1872 – fullvärdig medlem av Franska vetenskapsakademin[9]

Sédillot har fått ge namn åt både en gata och ett torg i Paris sjunde arrondissement och en gata i Strasbourg. Militärsjukhuset i Nancy hette från 1913 fram till nedläggningen 1981 "Hôpital Sédillot".